# Ottavio Bugatti
Ottavio Bugatti (Lentate sul Seveso, 1928. szeptember 25. – San Pellegrino Terme, 2016. szeptember 13.) válogatott olasz labdarúgó, kapus.

## Pályafutása

### Klubcsapatban
1949 és 1951 között a Seregno labdarúgója volt. 1951 és 1953 között az a SPAL csapatában védett. 1953 és 1961 között az SSC Napoli együttesében szerepelt. 1961 és 1965 között az Internazionale játékosaként két bajnoki címet és két BEK-győzelmet ért el a csapattal.

### A válogatottban
1952 és 1958 között hét alkalommal szerepelt az olasz válogatottban. Részt vett az 1952-es helsinki olimpián.

## Sikerei, díjai
Internazionale
- Olasz bajnokság (Serie A)
  - bajnok: 1962–63, 1964–65
- Bajnokcsapatok Európa-kupája (BEK)
  - győztes: 1963–64, 1964–65
- Interkontinentális kupa
  - győztes: 1964, 1965